# Christo Stojanow (siatkarz)
Christo Stojanow, bułg. Христо Стоянов (ur. 5 lipca 1953) – bułgarski siatkarz, reprezentant kraju, srebrny medalista olimpijski (1980), brązowy medalista mistrzostw Europy (1981).
Podczas igrzysk w Moskwie w lipcu 1980 roku zdobył srebrny medal olimpijski w turnieju mężczyzn. Bułgarska reprezentacja zajęła wówczas drugie miejsce, przegrywając tylko z zespołem ze Związku Radzieckiego. Stojanow wystąpił we wszystkich sześciu meczach – w fazie grupowej przeciwko Kubie (wygrana 3:1), Czechosłowacji (wygrana 3:0), Związkowi Radzieckiemu (przegrana 0:3) i Włochom (wygrana 3:1), w półfinale przeciwko Polsce (wygrana 3:0) i w finale ponownie przeciwko ZSRR (przegrana 1:3).
W 1981 roku zdobył brązowy medal mistrzostw Europy w Bułgarii.